# Grávalos
Grávalos és un municipi de la Rioja, a la regió de la Rioja Baixa.

## Llocs d'interès
- Balneari: en el segle xvi es va descobrir una deu natural de propietats medicinals del tipus sulfuroso-càlcica. En 1839 l'ajuntament va decidir construir un balneari per a aprofitar aquestes aigües en la sortida direcció a Fitero. Al novembre de 2006 es va signar un conveni amb el Govern de La Rioja, per a la construcció d'un nou balneari sobre l'estructura de l'anterior.